# Montginebre
Montginebre (en francès Montgenèvre) és un municipi francès situat al departament dels Alts Alps i a la regió de Provença – Alps – Costa Blava.

## Demografia
| 1846                                       | 1962 | 1968 | 1975 | 1982 | 1990 | 1999 | 2006 | 2017 |
| ------------------------------------------ | ---- | ---- | ---- | ---- | ---- | ---- | ---- | ---- |
| 456                                        | 246  | 264  | 338  | 459  | 519  | 497  | 471  | 456  |
| Des de 1962: població sense dobles comptes |      |      |      |      |      |      |      |      |

## Administració
| Període   | Identitat          | Partit |
| --------- | ------------------ | ------ |
| 1965-1969 | Paulin Balcet      |        |
| 1969-1981 | Jean-Michel Hurth  |        |
| 1981-1983 | Christian Taque    |        |
| 1983-1995 | Gilbert Pavesi     |        |
| 1995-1998 | Jean-Pierre Casses |        |
| 1998-2001 | Murielle Jourdain  |        |
| 2001-     | Guy Hermitte       | UMP    |